# پاک‌باخته (فیلم ۱۳۷۴)
پاک‌باخته فیلمی به کارگردانی غلامحسین لطفی، نویسندگی و تهیه‌کنندگی محمدحسین فرح‌بخش محصول سال ۱۳۷۴ است.

## خلاصه داستان
استوار خراسانی به تهران منتقل می‌شود. او به اتفاق مادرش و همسرش زینت و خواهرش عاطفه و پسر کوچکش اسفندیار نزدیک کلانتری محل خدمتش خانه‌ای اجاره می‌کند که از قضا با آقا رضی همسایه می‌شوند. آقا رضی با خواهرش ملوک خانم و دو پسر خواهرش جواد و جعفر زندگی می‌کند، او برای جواد، عاطفه خواهر استوار خراسانی را خواستگاری می‌کند و استوار خراسانی به دنبال دزد سابقه‌دار محله به نام جعفر پاچناری است و اطلاع ندارد که این دزد همان برادر خواستگار عاطفه است. با ازدواج خواهرش و جواد موافقت می‌کند. اما بالاخره بعد از تعقیب و گریز طولانی، روز عروسی جواد و عاطفه، استوار خراسانی موفق می‌شود دزد سابقه‌دار جعفر پاچناری را دستگیر کند.

## بازیگران
- علیرضا خمسه
- اکبر عبدی
- حمیده خیرآبادی
- پرند زاهدی
- زهره صفوی
- سیامک قدکچیان
- منوچهر حامدی